# 1975 Голяма награда на Испания
1975 Голяма награда на Испания е 10-о за Голямата награда на Испания и четвърти кръг от сезон 1975 във Формула 1, провежда се на 27 април 1975 година на пистата Монжуик в Барселона, Испания.

## Репортаж
Няколко промени настъпиха след ГП на ЮАР, което се проведе преди два месеца. След като не успя да се класира за състезанието в Киалами, Греъм Хил реши да фокусира вниманието си върху воденето на отбора, заради което неговото му място е взето от бившия пилот на БРМ, Франсоа Миго, за да си партнира на германеца Ролф Щомелен. В Уилямс, Жак Лафит е в Нюрбургринг за важно състезание за Формула 2 и на мястото на французина дойде 23-годишния англичанин от Дартфорд, Тони Брайз, който доминираше в британските серии на Формула Атлантик. Лидерът в тима, Артуро Мерцарио му е даден новия FW04, за това състезание. Хари Стилър, заедно с 28-годишния австралийски пилот Алън Джоунс правят своя Гран При дебют, след като участваха в Силвърстоун в нешампионатно състезание преди две седмици, докато Инсайн маркират своето завръщане с холандеца Роелоф Вундеринк.

### Квалификация
Петък сутринта трасето се събуди без никаква активност. Причината за това е че Асоциацията на Гран При пилотите, воден от Емерсон Фитипалди бойкотираха уикенда, заради неправилно монтирани мантинели около трасето. Така квалификациите са преместени за 16:00 часа, докато срещата между пилотите продължи. Джаки Икс, който не е член на асоциацията и Виторио Брамбила излязоха на трасето, за да направят няколко обиколки. Заради бойкота, Бърни Екълстоун се обади на Гай Тънмър в случай ако един от редовните пилоти реши да не участва, за да му предложи място в Брабам. След планираната сесия за подгряващите от турнира СЕАТ 1800, работниците се опитаха да поправят мантинелите, като механиците от повечето отбори помогнаха, в опит да прекратят патовото положение, но в събота Икс, Боб Еванс и Вундеринк излязоха на трасето, докато останалите са заключени в кемперите си, които се намираха на стадиона, близо до трасето. През това време организаторите заплашиха всички пилоти и отбори със санкции, ако те решат да продължат с бойкота. Накрая шефовете на техните перспективни отбори накараха пилотите от асоциацията да пристигнат на трасето, което иронично е края на шансовете за Тънмър да участва в още едно състезание.
Така сесията започна както е планирано, но Карлос Ройтеман, Карлос Паче, Мерцарио и Е. Фитипалди записаха слаби резултати в резултат на протест, като Емерсон е сериозно освиркан от публиката в последната квалификационна сесия. Ники Лауда и Клей Регацони окупираха първата редица, както и се очакваше, макар някои смятаха че времето на швейцареца е неточно, записано от Лауда. Зад тях обаче, решетката придоби доста смесен вид, като Джеймс Хънт и Марио Андрети са след Ферари-тата на втора редица. Брамбила и Джон Уотсън окупираха третата редица пред Патрик Депайе (който реши да тества бариерите, докосвайки в една от тях в края на последната сесия, което издържа на удара), Том Прайс, Щомелен и Жан-Пиер Жарие.

### Състезание
Голямата новина още преди състезанието, е че Емерсон Фитипалди реши да се върне в дома си в Швейцария, вместо да се състезава, докато брат му Уилсън и Мерцарио планираха с бавна скорост да карат по трасето, вместо да се борят за позиции. Андрети направи добър старт и е заедно с Ферари-тата, спринтирайки към първия завой, с Брамбила атакувайки от другата страна. От това Лауда заби спирачките прекалено късно и е пратен към Регацони, след като Андрети не му остави място, докато Уотсън удари Парнели-то и всички около северно-ирландеца.
С почти супер-човешки рефлекси Хънт прескочи бъркотията, за да поведе пред Андрети (който от инцидента си повреди предното крило, както и задното окачване, но изненадващо Парнели-то на американеца запази баланс и той продължи), Уотсън, Щомелен, Брамбила, Паче и Рони Петерсон. Лауда отпадна от състезанието, докато Депайе влезе с бавна скорост в бокса на Тирел, с разбито предно окачване, а Регацони влезе при бокса на Ферари за поправяне на щетите по болидите. В края на първата обиколка, както и се очакваше Мерцарио и Уилсън Фитипалди напуснаха състезанието.
Две обиколки по-късно и втория Тирел, управляван от Джоди Шектър отпадна с повреден двигател. Маслото разлято от Тирел-а на Шектър, прати Джоунс и Марк Донъхю в мантинелите, докато Ройтеман оцеля в опита самия аржентинец да отпадне в състезанието, въпреки че Брабам-а беше в контакт с Инсайн-а на Вундеринк. Пенске-то на Донъхю трябваше да бъде премахнато от маршалите, за да се предотврати още инциденти, но в шестата обиколка Хънт също се заби в мантинелата от маслото залято от Шектър, пращайки Андрети на първа позиция пред атакуващия го Уотсън, преди сериозно да износи една от гумите си и да влезе в бокса заради това в 11-а обиколка, където механиците на Съртис разкриха проблема. По това време БРМ-а на Еванс напусна с проблем в горивната система, оставайки само 18 състезатели в състезанието, включително Регацони който се върна на трасето с четири обиколки назад.
Щомелен вече се намира втори пред Паче и Петерсон, докато Брамбила спря в бокса за оглед по управлението на болида заедно с Жарие за смяна на спукана гума. Няколко обиколки по-късно, Щомелен поведе в състезанието, след като задното повредено окачване на Андрети накрая не издържа на напрежението. Германецът вече имаше зад себе си Паче, Петерсон преди да се оформи разлика шведа и следващия го Йохен Мас, Икс, Ройтеман и Жарие. Зад тях Прайс и Брайз се наслаждават на солидна битка заедно с Миго, преди да повреди болида си и в резултат на това, той спря в бокса, след което в 23-та обиколка битката между двамата британци завърши, след като и двамата се удариха, от което Прайс стана следващата жертва с повреда по предната част на болида.
В 24-та обиколка водещата група застигна Миго; Щомелен и Паче успяха без проблеми да изпреварят Хил-а на французина, но за Петерсон нямаше достатъчно и той е принуден да удари Миго и в мантинелата. Две обиколки по-късно удари и трагедията. Щомелен задържаше Паче, преди задното крило на германеца без предупреждение да се откачи, изкачвайки се към хълма. Болидът се вряза право в мантинелата с висока скорост, след което е пратен отново на трасето, удряйки Брабам-а на Паче, преди накрая на разруши дясната бариера и да се приземи към зрителите, сваляйки улична лампа. От инцидента, маршал и четирима зрители, от които един от тях е фотограф бяха убити, докато Щомелен оцеля със счупен крак и китка.
Поради факта че хълма и бариерите, където се намират близо до мястото на инцидента са прекалено опасни за преминаване, организаторите решиха да спрат състезанието. Мас пое водачеството през това време, преди да бъде изпреварен от Икс в 28-ата обиколка, но германеца си върна позицията на следващата обиколка, и той пръв видя карирания флаг пред Лотус-а и Жарие. Организаторите се чудеха дали да рестартират състезанието, но със само десетима оцелели пилота и колко още пострадали от инцидента на Щомелен и лошата атмосфера на целия уикенд е решено състезанието да бъде окончателно прекратено след 29 от общо планираните 75. Имайки предвид че по-малко от 75% бяха преполовени, половината точки са наградени за първите шестима.
Така Йохен Мас стана първия германец, след Волфганг фон Трипс да печели Гран При, докато Икс постигна първите точки за Лотус за този сезон. Жарие трябваше да бъде трети, но е наказан с минута към времето му, след като се оказа че французина изпревари състезател под жълти флагове. Така Ройтеман му е дадено третата позиция, докато Брамбила финишира пети пред Лела Ломбарди, която стана първата жена във Формула 1, която постига точки в шампионатен кръг. Брайз завърши седми пред Уотсън, докато Регацони и Миго не бяха класирани.

## Класиране
| Поз | No | Пилот             | Конструктор    | Обиколки | Време/Отпадане    | Място | Точки |
| --- | -- | ----------------- | -------------- | -------- | ----------------- | ----- | ----- |
| 1   | 2  | Йохен Мас         | Макларън-Форд  | 29       | 42:53.7           | 11    | 4.5   |
| 2   | 6  | Джеки Икс         | Лотус-Форд     | 29       | + 1.1             | 16    | 3     |
| 3   | 7  | Карлос Ройтеман   | Брабам-Форд    | 28       | + 1 Об.           | 15    | 2     |
| 4   | 17 | Жан-Пиер Жарие    | Шадоу-Форд     | 28       | + 1 Об.           | 10    | 1.5   |
| 5   | 9  | Виторио Брамбила  | Марч-Форд      | 28       | + 1 Об.           | 5     | 1     |
| 6   | 10 | Лела Ломбарди     | Марч-Форд      | 27       | + 2 Об.           | 24    | 0.5   |
| 7   | 21 | Тони Брайс        | Уилямс-Форд    | 27       | + 2 Об.           | 18    |       |
| 8   | 18 | Джон Уотсън       | Съртис-Форд    | 26       | + 3 Об.           | 6     |       |
| НКл | 11 | Клей Регацони     | Ферари         | 25       | Не се класира     | 2     |       |
| Отп | 22 | Ролф Щомелен      | Лола-Форд      | 25       | Инцидент          | 9     |       |
| Отп | 8  | Карлос Паче       | Брабам-Форд    | 25       | Инцидент          | 14    |       |
| Отп | 16 | Том Прайс         | Шадоу-Форд     | 23       | Инцидент          | 8     |       |
| Отп | 5  | Рони Петерсон     | Лотус-Форд     | 23       | Окачване          | 12    |       |
| Отп | 31 | Роелоф Вундеринк  | Инсайн-Форд    | 20       | Трансмисия        | 19    |       |
| НКв | 23 | Франсоа Миго      | Лола-Форд      | 18       | Не се квалифицира | 22    |       |
| Отп | 27 | Марио Андрети     | Парнели-Форд   | 16       | Окачване          | 4     |       |
| Отп | 14 | Боб Еванс         | БРМ            | 7        | Горивна система   | 23    |       |
| Отп | 24 | Джеймс Хънт       | Хескет-Форд    | 6        | Инцидент          | 3     |       |
| Отп | 3  | Джоди Шектър      | Тирел-Форд     | 3        | Двигател          | 13    |       |
| Отп | 28 | Марк Донъхю       | Пенске-Форд    | 3        | Инцидент          | 17    |       |
| Отп | 25 | Алън Джоунс       | Хескет-Форд    | 3        | Инцидент          | 20    |       |
| Отп | 4  | Патрик Депайе     | Тирел-Форд     | 1        | Инцидент          | 7     |       |
| Отп | 30 | Уилсън Фитипалди  | Фитипалди-Форд | 1        | Оттегля се        | 21    |       |
| Отп | 20 | Артуро Мерцарио   | Уилямс-Форд    | 1        | Оттегля се        | 25    |       |
| Отп | 12 | Ники Лауда        | Ферари         | 0        | Инцидент          | 1     |       |
| НСт | 1  | Емерсон Фитипалди | Макларън-Форд  | 0        | Не стартира       | 26    |       |

## Класиране след състезанието
| Поз | Пилот             | Точки |
| --- | ----------------- | ----- |
| 1   | Емерсон Фитипалди | 15    |
| 2   | Карлос Паче       | 12    |
| 3   | Карлос Ройтеман   | 12    |
| 4   | Йохен Мас         | 9.5   |
| 5   | Джоди Шектър      | 9     |
| 6   | Джеймс Хънт       | 7     |
| 7   | Патрик Депайе     | 6     |
| 8   | Клей Регацони     | 6     |

| Поз | Конструктор   | Точки |
| --- | ------------- | ----- |
| 1   | Брабам-Форд   | 21    |
| 2   | Макларън-Форд | 20.5  |
| 3   | Тирел-Форд    | 11    |
| 4   | Ферари        | 8     |
| 5   | Хескет-Форд   | 7     |
| 6   | Лотус-Форд    | 3     |
| 7   | Шадоу-Форд    | 1.5   |
| 8   | Марч-Форд     | 1.5   |